# Metronit

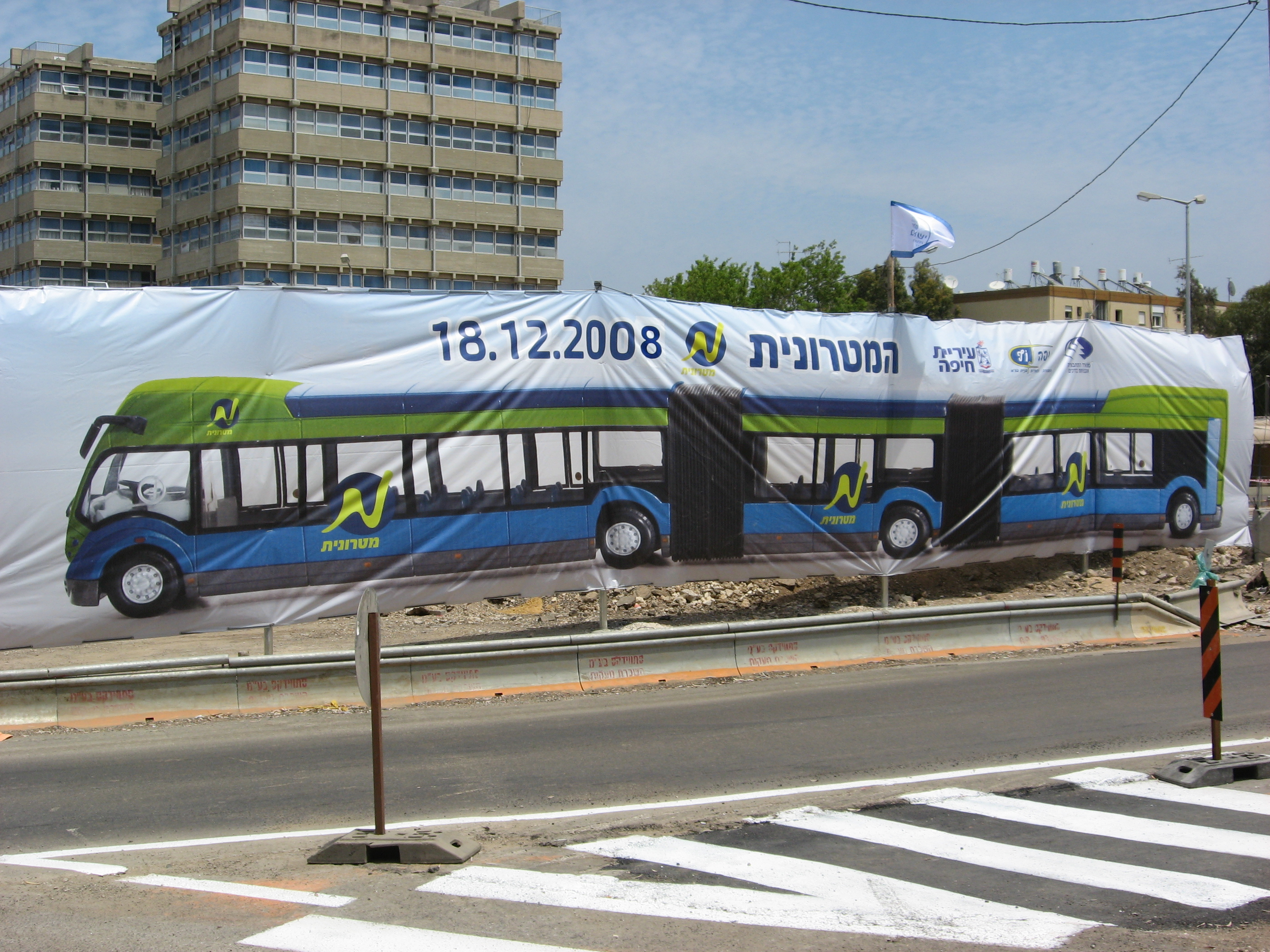
Werbeplakat für Metronit

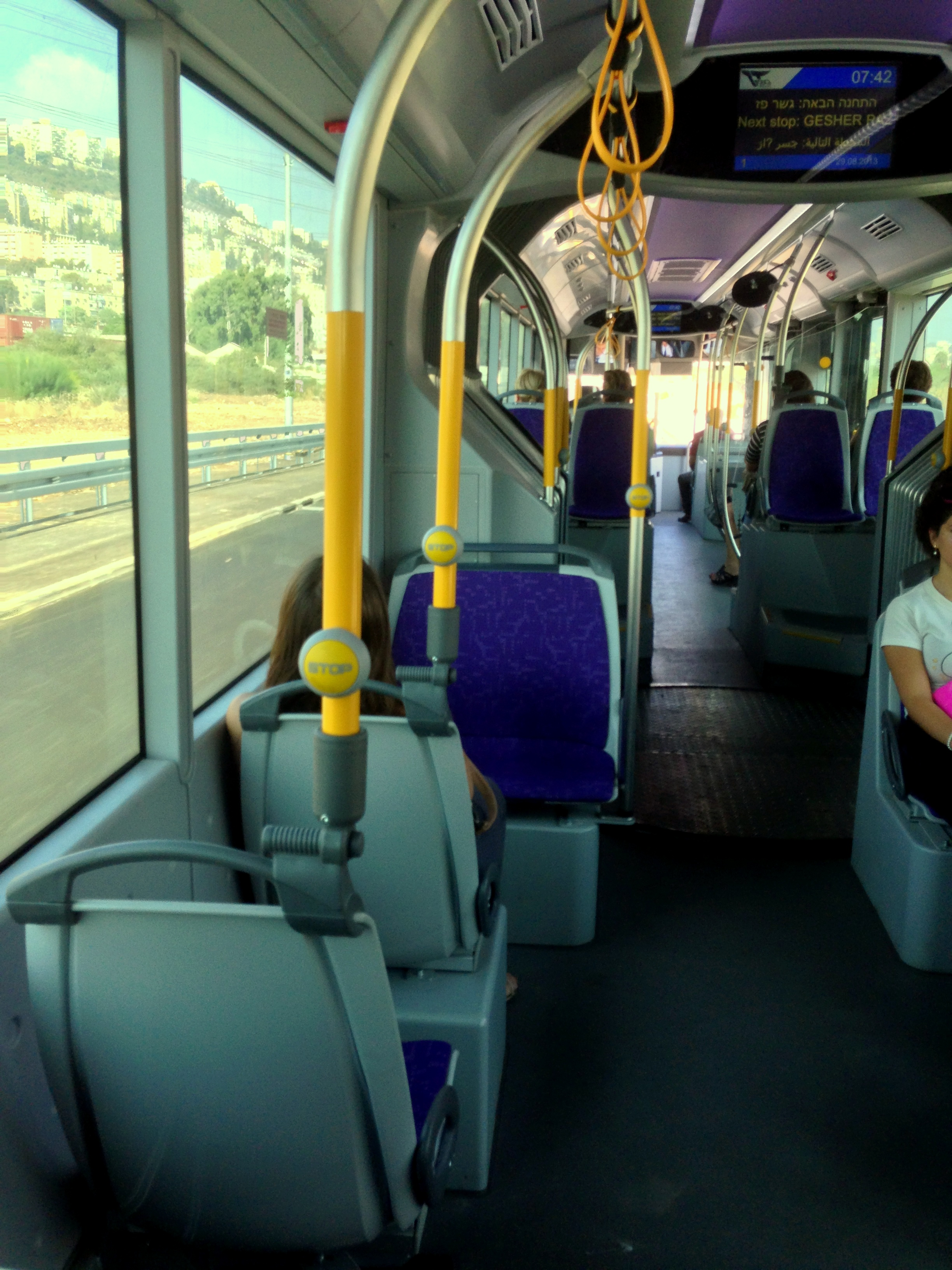
In einer Metronit

Die Metronit (hebräisch מֶטְרוֹנִית Meṭrōnīt) ist ein in Bau befindliches Spurbussystem für den Großraum Haifa, Israel. Ziel des Projekts ist es, die Stadt Haifa auf einer zusätzlichen Achse mit einem hochwertigen öffentlichen Verkehrsmittel zu bedienen. Zusätzlich werden die nördlichen Vorstädte, Krajot genannt, die bisher nur durch Züge der Israel Railways und Egged-Busse bedient werden, erschlossen. Zum Einsatz kommen Phileas-Fahrzeuge der niederländischen VDL.

## Technik

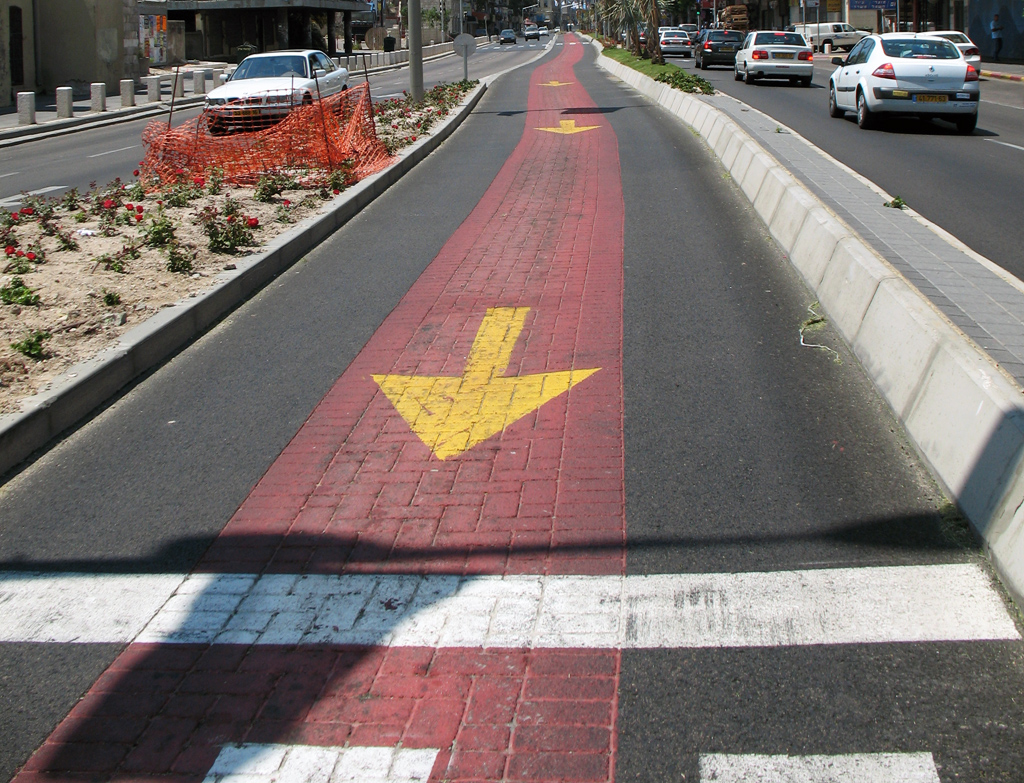
Bereits errichtete Metronit-Busspur, die auch von Egged-Bussen verwendet wird

Das Phileas-Konzept, das bei Metronit zum Einsatz kommen wird, unterscheidet sich von konventionellen Spurbussen. Zwar werden überwiegend eigene Busspuren verwendet, allerdings erfolgt die Spurführung nicht mechanisch, sondern durch induktive Spurführung über im Boden eingelassene Magnete. Obwohl der Einsatz von Oberleitungsbussen prinzipiell möglich wäre, hat man sich in der Region Haifa für Hybrid-Busse entschieden. Zum Einsatz sollen ausschließlich Gelenkbusse kommen, darunter auch, für Israel völlig neuartig, Doppelgelenkbusse.

## Konzept
Die Stadt Haifa wird zum gegenwärtigen Zeitpunkt nur mit herkömmlichen Bussen und der einzigen U-Bahn-Linie Karmelit erschlossen. Für den innerstädtischen Verkehr spielt diese allerdings kaum eine Rolle. Der überwiegende Teil des Verkehrs spielt sich heute entlang der Küste und Richtung der Krajot ab. Auf dieser Relation existiert zwar die Küstenbahn der Hauptlinie mit sechs Bahnhöfen, die aber aufgrund der zu geringen Fahrtenhäufigkeit sowie des großen Haltestellenabstandes kaum als städtisches Verkehrsmittel für kürzere Distanzen geeignet ist.
Nördlich von Haifa, in den Krajot, sind die ehemaligen Vororte in den letzten Jahrzehnten zu einem großen zusammenhängenden städtischen Gebiet mit rund 250.000 Einwohnern verwachsen, ohne erkennbares Zentrum und ohne entsprechende Verkehrsinfrastruktur. Kirjat Bialik etwa mit seinen annähernd 40.000 Einwohnern und mehreren großen Einkaufszentren ist durch die Eisenbahn nicht erschlossen und wird nur von herkömmlichen Bussen bedient.
Das Metronit-Netz soll diesem Strukturmangel in Haifa und den Krajot Abhilfe schaffen und eine Entlastung des Straßenverkehrs bringen. Der Name Metronit wurde in Anlehnung an die Karmelit gewählt.

## Liniennetz
Erste Phase des Projekts ist die Errichtung des sogenannten „Herznetzes“, das etwa 20 km Strecke umfasst. Es beginnt in Bat Gallim, wo mit dem Bahnhof Haifa Bat Gallim Anschluss an die Eisenbahn besteht, führt nach Osten zum Kikkar Paris (Pariser Platz), wo Anschluss an die Karmelit besteht, weiter zum Zentralen Busbahnhof (ZOB) der Krajot, Merkazit ha-Mifratz, und von dort in zwei Ästen über Kirjat Bialik zum Bahnhof Kirjat Motzkin bzw. nach Kirjat Ata.

### Endausbau
| Radiallinien | Strecke                                                |
| ------------ | ------------------------------------------------------ |
| 1            | Krajot West (Sderot HaHistadrut) ↔ Metro Zentrum       |
| 2            | Krajot Zentrum (Oqef Krajot-Umfahrung) ↔ Metro Zentrum |
| 3            | Krajot Ost (Kirjat Ata) ↔ Metro Zentrum                |
| 4            | Nescher ↔ Metro Zentrum                                |
| 5            | Tirat Carmel und Haifa West ↔ Metro Zentrum            |
| Querlinien   | Strecke                                                |
| 1            | Krajot-Nord-Kreis: Kirjat Motzkin ↔ Kirjat Bialik      |
| 2            | Krajot Zentrum: Kirjat Jam ↔ Kiryat Ata                |
| 3            | Krajot Süd: Kirjat Chaim ↔ Kirjat Ata                  |